# Холси (град, Орегон)
Холси (на английски: Halsey) е град в окръг Лин, щата Орегон, САЩ. Холси е с население от 740 жители (2003) и обща площ от 1,4 km². Намира се на 65 m надморска височина. ЗИП кодът му е 97348, а телефонният му код е 541.